# Меир из Ротенбурга
Меир из Ротенбурга (Маhарам из Ротенбурга; 1215, Вормс — 1293, Энзисхайм, Эльзас) — один из последних тосафистов, духовный лидер еврейства Германии.

## Биография
Рабби Меир происходил из известного раввинского рода в Германии. Его отец Барух был главой иешивы. В своих респонсах он также упоминает своих дядей, как больших мудрецов Торы. Учился в иешивах Вюрцбурга у р. Ицхака бен Моше, Майнца и Парижа у рава Иехиэля из Парижа. В 1240 году был свидетелем публичного диспута раввинов с выкрестом Николаем Донином в Париже, где еврейскую сторону представляли 2 его учителя. В 1242 году был свидетелем публичного сожжения рукописного Талмуда и других еврейских манускриптов в Париже, что побудило его написать знаменитую элегию на Девятое Ава, включённую затем в сборники «кинот» — «Шаали сэруфа баэш» — спрашивай, сожжённая в огне.
После этого события р. Меир вернулся в Германию, где вскоре был признан крупнейшим авторитетом в Галахе и главой еврейской общины. В респонсах Маарама сохранились его ответы на вопросы, которые ему посылали со всей Европы, включая Польшу и даже Испанию. В 1286 г. новый император Священной Римской империи Рудольф Габсбург объявил всех евреев рабами казны императора (Servi Camerae Regis) и наложил на них непосильные налоги. Рабби Меир призвал евреев покинуть Германию и отправился в путь сам. В Италии его настигли солдаты императора, которые посадили его в тюрьму в Энзисхайме и стали требовать у еврейских общин уплату огромного выкупа за него — 20,000 марок. Деньги были собраны учеником раввина Ашером бен-Йэхиэлем. Руководствуясь законом из Мишны «Не выкупают заложников за непомерный выкуп, чтобы не привести к ещё большим несчастьям» (Гитин 4:6), рабби Меир запретил этот выкуп платить, чтобы подобные инциденты пленения лидеров еврейских общин с целью наживы не повторялись в дальнейшем. Находясь в тюрьме, по памяти написал свиток Торы, который хранится сегодня в пражской синагоге Альтнойшул. В 1293 году р. Меир умер в заключении, и только в 1307 году его тело смог выкупить у властей продавший для этого всё своё имущество Александр Зискинд Вимпен. Захоронен в Вормсе.
Среди учеников наибольшую известность заслужили Ашер бен Иехиэль и Мордехай бен Гилель (см. s:ЕЭБЕ/Мордехай бен-Гиллель бен-Гиллель).